# Condado de Miami (Ohio)
O Condado de Miami é um dos 88 condados do Estado americano de Ohio. A sede do condado é Troy, e sua maior cidade é Troy. O condado possui uma área de 1 060 km² (dos quais 6 km² estão cobertos por água), uma população de 98 868 habitantes, e uma densidade populacional de 94 hab/km² (segundo o censo nacional de 2000). O condado foi fundado em 1807.